# Serguei Smetanin
Serguei Smetanin (en rus Сергей Сметанин, Iekaterinburg, 24 d'octubre de 1973) és un ciclista rus, professional des del 1994 fins al 2003. Els seus principals èxits van ser en curses portugueses i espanyoles, ja que va militar en equips ciclistes d'aquests països.

## Palmarès
- 1994
  - Vencedor d'una etapa a la Volta a Portugal del Futur
- 1996
  - Vencedor d'una etapa a la Volta a Castella i Lleó
- 1997
  - 1r a la Volta a Portugal
  - Vencedor d'una etapa a la Setmana Catalana
  - Vencedor d'una etapa a la Volta a Astúries
  - Vencedor d'una etapa a la Volta a La Rioja
- 1998
  - 1r al Gran Premi de Laudio
  - Vencedor d'una etapa a la Volta a Aragó
  - Vencedor d'una etapa a la Volta a Galícia
  - Vencedor de 2 etapes a la Volta a La Rioja
- 1999
  - 1r al Gran Premi Internacional de ciclisme MR Cortez-Mitsubishi i vencedor d'una etapa
  - Vencedor d'una etapa a la Volta a Burgos
  - Vencedor d'una etapa a la Volta a La Rioja
- 2000
  - Vencedor d'una etapa a la Volta a Portugal
  - Vencedor d'una etapa a la Setmana Ciclista Lombarda
  - Vencedor d'una etapa al Gran Premi Internacional de ciclisme MR Cortez-Mitsubishi
- 2001
  - Vencedor d'una etapa a la Setmana Catalana
- 2002
  - Vencedor d'una etapa a la Volta a Espanya

### Resultats al Giro d'Itàlia
- 1998. Abandona (17a etapa)
- 1999. 92è de la classificació general

### Resultats a la Volta a Espanya
- 1996. 92è de la classificació general
- 1998. 61è de la classificació general
- 1999. 64è de la classificació general
- 2001. 114è de la classificació general
- 2002. 80è de la classificació general. Vencedor d'una etapa